# I due baroni di Rocca Azzurra
I due baroni di Rocca Azzurra (De två baronerna från Rocca Azzurra) är en italiensk opera i två akter med musik av Domenico Cimarosa och libretto av Giuseppe Palomba.

## Historia
Operan hade premiär i februari 1783 på Teatro Valle i Rom. För premiären i Wien augusti 1789 komponerade Mozart en inlagsaria ("Alma grande e nobil core", K. 578) till sångerskan Louise Villeneuve (den första som sjöng Dorabella i Così fan tutte). Till uppsättningen i Neapel 1793 reviderade och utökade Cimarosa operan. I Modena 1892 sattes den upp under namnet La sposa in contrasto och i Paris 1805 som Il barone deluso.

## Personer
- Franchetto (tenor)
- Sandra, hans syster (sopran)
- Barone Totaro (bas)
- Madama Laura (sopran)
- Don Demofonte Cucuzzoni, farbror till baron Totaro (bas)

## Handling
Två fåniga adelsmän, baron Totaro och hans farbror don Demofonte, luras av tjänaren Franchetto som gifter sig med baronens syster vilken farbrodern hade sett ut som sin nästkommande brud. 